# Xu Chen
Xu Chen (n. 29 noiembrie 1984, Changzhou⁠(d), Republica Populară Chineză) este un jucător de badminton ce a reprezentat Republica Populară Chineză, medaliat olimpic. A participat la 2 ediții ale Jocurilor Olimpice (2012, 2016) în care a câștigat o medalie de argint.